# Куно II фон Виненбург-Байлщайн
Куно II (III) фон Виненбург-Байлщайн (на немски: Cuno II (Kuno III) von Winnenburg u. Beilstein; † между 1 март 1394 и 9 август 1396) е господар на господството Винебург и Байлщайн във Вестервалд.

## Произход и наследство
Той е май-големият син на Куно I (II) фон Виненбург († 12 ноември 1338) и съпругата му Елизабет/Лиза фон Браунсхорн († сл. 20 септември 1368), единствената дъщеря на Герлах фон Браунсхорн († /1361/1362) и първата му съпруга Йоханета фон Оурен-Ройланд († 1335/1336). Внук е на Вирих фон Виненбург († сл. 1321) и Гезела († сл. 1293) и правнук на Даниел фон Виненбург († 1277/1279) и Елизабет фон Валдек († сл. 1282). Брат е на Герлах фон Виненбург-Байлщайн († 1375/1389), Лиза († 1378) и Жанета фон Виненбург († сл. 1402). Брат му е баща на Йохан I фон Виненбург-Байлщайн († сл. 1444).
През 1362 г. Куно II и брат му Герлах наследяват и собствеността на дядо им Герлах фон Браунсхорн и през 1363 г. също господството Байлщайн със замък Байлщайн.

## Фамилия
Куно II се жени пр. 13 юли 1348 г. за Маргарета фон Даун-Щайн († сл. 1389), дъщеря на Рейнграф Йохан I фон Щайн († 1333) и Хедвиг фон Даун-Грумбах († 1365). Те нямат деца.